# 渝北区
渝北区（ゆほくく）は中華人民共和国重慶市に位置する市轄区。国際空港の重慶江北国際空港がある。

## 地理
渝北区は重慶市中心部の東北に位置し、北は四川省華鎣市及び隣水県と、東は長寿県と、南は江北区、巴南区、南岸区、沙坪垻区と、西は北碚区、合川区と接している。

## 歴史
1994年12月17日、江北県から渝北区に昇格し現在に至る。

## 行政区画
下部に19街道、11鎮を管轄する。
- 街道
  - 双鳳橋街道、双竜湖街道、回興街道、鴛鴦街道、翠雲街道、人和街道、天宮殿街道、竜渓街道、竜山街道、竜塔街道、大竹林街道、悦来街道、両路街道、王家街道、礼嘉街道、宝聖湖街道、金山街道、康美街道、仙桃街道
- 鎮
  - 玉峰山鎮、竜興鎮、統景鎮、大湾鎮、興隆鎮、木耳鎮、茨竹鎮、古路鎮、石船鎮、大盛鎮、洛磧鎮

## 交通

### 空港
- 重慶江北国際空港

### 鉄道
- 重慶北駅
- 重慶軌道交通
  - 3号線
  - 4号線
  - 6号線
  - 9号線
  - 10号線
  - 環状線

### 道路
- 高速道路
  -  包茂高速道路
  -  蘭海高速道路
  -  重慶都市圏環線高速道路（中国語版）
  -  渝長複線高速道路
- 国道
  - G210国道
  - G319国道（中国語版）

## 工業
- 長安汽車、フォックスコン、ヒューレット・パッカード、コンパル・エレクトロニクス、クアンタ・コンピュータ、力帆集団、サムスン電子、ABBグループ、ZTE、ファーウェイ、嘉陵工業

## 健康・医療・衛生
- 渝北区人民医院
- 重慶市婦幼保健院
- 重慶医科大学附属第三医院[1]